# Jane Tilden

Jane Tilden (vor 1945)

Jane Tilden (* 16. November 1910 in Aussig, Österreich-Ungarn; † 27. August 2002 in St. Johann in Tirol; eigentlich Marianne Wilhelmine Tuch) war eine österreichische Schauspielerin.

## Leben

### Karriere
Jane Tilden, mit bürgerlichem Namen Marianne Wilhelmine Tuch, wurde als Tochter von Karl und Maria Tuch geboren. Ihr Bruder Walter Tuch wurde später ebenso wie ihr Onkel Franz Planer Kameramann.
Nach dem Besuch des Gymnasiums und einem Gesangs- und Tanzstudium absolvierte sie einen Handelskurs in England. 1928 gab sie ihr Bühnendebüt in ihrer Geburtsstadt Aussig (heute: Ústí nad Labem in Tschechien). Sie spielte dann unter anderem in Teplitz, Prag und Hamburg. Im Jahr 1934 kam sie ans Wiener Volkstheater, anschließend holte sie Max Reinhardt an das Theater in der Josefstadt, dem sie auch unter Heinz Hilpert bis 1944 angehörte. Daneben war sie am Deutschen Theater in Berlin engagiert.
1936 erhielt sie ihre erste Filmrolle in Die Leuchter des Kaisers. 1938 spielte sie unter der Regie von Viktor Tourjansky in der Filmkomödie Der Blaufuchs neben Zarah Leander die zweite weibliche Hauptrolle. Ansonsten war sie meist in Nebenrollen als mitfühlende oder auch neugierige Nachbarin, Verwandte oder Bekannte der Heldin zu sehen. Sie stand 1944 auf der Gottbegnadeten-Liste des Reichsministeriums für Volksaufklärung und Propaganda.
Von 1956 bis zu ihrer Pensionierung 1977 gehörte Tilden als Ensemblemitglied dem Wiener Burgtheater an, daneben gastierte Tilden von 1945 bis 1968 an den Münchner Kammerspielen. Sie hatte weiters Engagements am Wiener Raimundtheater sowie in Berlin am Theater am Kurfürstendamm, ferner am Schauspielhaus Zürich, bei den Salzburger Festspielen und auf zahlreichen Tourneen, die sie unter anderem nach Japan und in die USA führten. Ihre populärste Rolle war die der Witwe Valerie in Ödön von Horváths Geschichten aus dem Wiener Wald. Sehr häufig übernahm sie Rollen in Stücken von Johann Nestroy. Auch hatte sie zahlreiche Auftritte in diversen Fernsehspielen und -serien, immer wieder verkörperte sie dabei hilfsbereite, resolute Großmütter. Sie veröffentlichte mehrere Schallplatten.

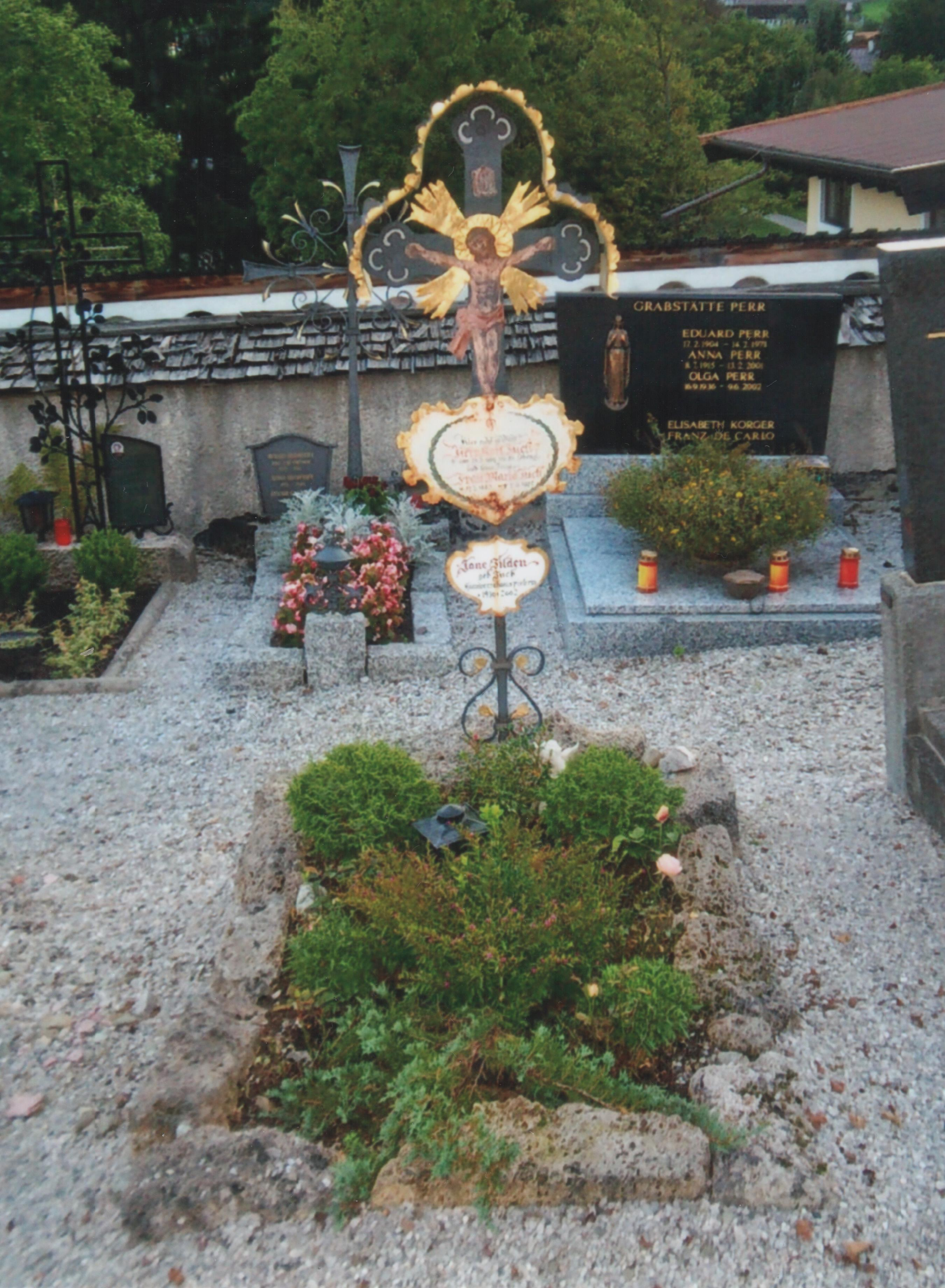
Grabstätte der Familie Tuch

Von 1955 bis 1964 war Tilden Generalmanagerin für Österreich des britischen Flugzeugherstellers Westland Aircraft.

### Privatleben
Jane Tilden war dreimal verheiratet. Ihre erste Ehe führte sie mit dem Kammerschauspieler Erik Frey, die zweite mit dem Komponisten Alexander Steinbrecher und mit dem britischen Exportkaufmann Sydney John Blackburne ging sie 1946 ihre dritte und letzte Ehe ein. Aus der zweiten Ehe stammt die Tochter Franziska, und aus der dritten die Tochter Jane Antoinette. Ihre Tochter Franziska spielte unter dem Künstlernamen Frances Martin einige Rollen in österreichischen Filmen der 1950er und 1960er Jahre und war eine Zeit lang mit Yul Brynner liiert.
2002 starb Jane Tilden im Alter von 91 Jahren als Urgroßmutter im Pflegeheim von St. Johann in Tirol und wurde zu ihren Eltern auf den Stadtfriedhof von Kitzbühel gebettet.
2006 wurde in Wien-Floridsdorf (21. Bezirk) die Jane-Tilden-Gasse nach ihr benannt.

## Filmografie
- 1936: Hannerl und ihre Liebhaber
- 1936: Die Leuchter des Kaisers
- 1936: Konfetti (Confetti)
- 1936: Blumen aus Nizza
- 1938: Spiegel des Lebens
- 1938: Der Blaufuchs
- 1940: Ein Leben lang
- 1940: So gefällst Du mir
- 1941: Oh, diese Männer
- 1941: Hauptsache glücklich
- 1941: Brüderlein fein
- 1942: Zwei glückliche Menschen
- 1943: Die kluge Marianne
- 1943: Glück bei Frauen
- 1944: In flagranti
- 1950: Cordula
- 1950: Seitensprünge im Schnee
- 1953: Ich und meine Frau
- 1953: Pünktchen und Anton
- 1953: Ein tolles Früchtchen
- 1954: Und der Himmel lacht dazu (Bruder Martin)
- 1954: Ein Haus voll Liebe
- 1955: Oberwachtmeister Borck
- 1956: Hilfe – sie liebt mich!
- 1956: Viele kamen vorbei
- 1956: Lumpazivagabundus
- 1956: Liebe, Schnee und Sonnenschein
- 1956: Kaiserball
- 1956: August der Halbstarke
- 1957: Vier Mädels aus der Wachau
- 1957: Eva küßt nur Direktoren
- 1957: Wien, du Stadt meiner Träume
- 1958: Der veruntreute Himmel
- 1960: Der wahre Jakob
- 1960: Der brave Soldat Schwejk
- 1961: Was macht Papa denn in Italien?
- 1962: Romanze in Venedig
- 1963: Das alte Hotel (Miniserie, Folgen: Die Erbschaft, Die Amerikanerin und Die Schülerinnen)
- 1963: Don Juan kommt zurück (Fernsehfilm)
- 1964: Geschichten aus dem Wienerwald (Fernsehfilm)
- 1965: Italienische Nacht (Fernsehfilm)
- 1965: Radetzkymarsch (Fernseh-Zweiteiler)
- 1965: Die eigenen vier Wände (Fernsehfilm)
- 1965: Der Forellenhof (Fernsehserie)
- 1966: Django – schwarzer Gott des Todes (Starblack)
- 1967: Das Rasthaus der grausamen Puppen
- 1967: Der Lügner und die Nonne
- 1969: Köpfchen in das Wasser, Schwänzchen in die Höh’
- 1970: Luftsprünge (Fernsehserie)
- 1970: Die Zirkusprinzessin
- 1970: Das Kamel geht durch das Nadelöhr (Fernsehfilm)
- 1971: Die tollen Tanten schlagen zu
- 1971: Der Kommissar – Ein rätselhafter Mord
- 1972: Die Pfarrhauskomödie
- 1975: Parapsycho – Spektrum der Angst
- 1975: Derrick – Pfandhaus (Fernsehserie)
- 1976: Fluchtversuch
- 1976: Derrick – Pecko
- 1979: Geschichten aus dem Wienerwald
- 1980–1986: Ringstraßenpalais
- 1981: Stachel im Fleisch
- 1981: Sonne, Wein und harte Nüsse (Krimiserie, Folge: Die Sache mit dem Schnurrbart)
- 1982: Das Traumschiff: Grenada (Fernsehreihe, Folge: Seenot und Magenbitter)
- 1983: Katzenspiel
- 1984: Donauwalzer (Fernsehfilm)
- 1984: Waldheimat – Wie ich mit dem Thresel auszog und mit dem Maischel heimkam
- 1985: Alte Sünden rosten nicht (Fernsehfilm)
- 1985: Der Sonne entgegen (Fernsehserie, eine Folge)
- 1985: … Erbin sein – dagegen sehr (Fernsehserie)
- 1985: Oliver Maass (Fernsehserie)
- 1985–1994: Diese Drombuschs (Fernsehserie)
- 1986: Ein Heim für Tiere (Fernsehserie, eine Folge)
- 1990: Regina auf den Stufen (Fernsehserie)
- 1990: Hotel Paradies (Fernsehserie)
- 1994: Kommissar Rex (Fernsehserie, Folge: Der Tod der alten Damen)
- 1995: Großstadtrevier – Heidehonig
- 1995: Tatort: Die Freundin (Fernsehreihe)
- 1996: Alte Liebe – Neues Glück (Hofrat Geiger) (Fernsehfilm)
- 1998: Die 3 Posträuber
- 2000: Nicht mit uns (Fernsehfilm)

## Auszeichnungen
- Österreichisches Ehrenkreuz für Wissenschaft und Kunst I. Klasse (2001)